# Сайфер, Джули
Джу́ли Са́йфер-Хейл (англ. Julie Cypher-Hale; 24 августа 1964, Уичито, Канзас, США) — американский кинорежиссёр. Лауреат премии Стивена Ф. Колзака «GLAAD Media Awards» (1999) совместно с Мелиссой Этеридж.

## Биография
Джули Сайфер родилась в Уичито (штат Канзас, США) в семье Дика и Бетти Сайфер. У Сайфер есть старшая сестра — Мелани Сайфер.
Джули окончила «Bates Elementary School» и «The University of Texas at Austin — BS».

## Карьера
Джули дебютировала в качестве режиссёра 1990 году, сняв короткометражный фильм «Трудная Луна». В 1994 году Сайфер сняла свой второй фильм — «Тату Терезы».
В 1999 году Джули стала лауреатом премии Стивена Ф. Колзака «GLAAD Media Awards» совместно с Мелиссой Этеридж.

## Личная жизнь
С 1987 по 1990 года Сайфер была замужем за актёром Лу Даймондом Филлипсом.
С 1990 по 2000 года Сайфер состояла в отношениях с певицей и музыкантом Мелиссой Этеридж. У бывшей пары есть двое детей — дочь Бэйли Джин Сайфер (род. 10 февраля 1997) и сын Беккетт Сайфер (18 ноября 1998 — 13 мая 2020). Их сын, 21-летний Бекетт Сайфер, скончался 13 мая 2020 года от передозировки опиоидом.
С 2004 года Сайвер замужем за Мэттью Хейлом.